# Злица (филм из 2021)
Злица (енгл. Cruella) је амерички криминалистичко-црно-хумористичко-драмски филм из 2021. године, редитеља Крејга Гилеспија са сценаријом Дане Фокс и Тонија Макнамаре, из приче Алин Брош Макене, Кели Марсел и Стива Зисиса. Филм је заснован на лику Злице од Опака, представљене у роману 101 далматинац из 1956. Доди Смит и прецизније, верзији из анимираног филма 101 далматинац Disney-а. Представља трећи играни филм у франшизи 101 далматинац. Ема Стоун глуми насловног лика, док су у споредним улогама Ема Томпсон, Џоел Фрај, Пол Волтер Хаусер, Емили Бичем, Кирби Хауел-Батист и Марк Стронг.
Walt Disney Pictures најавио је 2013. године развој филма, са Ендруом Ганом као продуцентом. Стоунова је добила улогу 2016. године и такође служи као извршни продуцент филма заједно са Глен Клоус, која је раније тумачила Злицу у претходним играним адаптацијама, 101 далматинац (1996) и 102 далматинца (2000). Главно снимање се одвијало између августа и новембра 2019. године у Енглеској.
Премијера филма Злица била је 18. маја 2021. године, као први већи догађај са црвеним тепихом од почетка пандемије ковида 19. Филм је издат 28. маја 2021. године у биоскопима и истовремено је постао доступан на Disney+-у са премијерним приступом. Филм је издат 27. маја 2021. године у биоскопима у Србији, титлован на српски.

## Радња
Седамдесетих година прошлог века у Лондону млада модна дизајнерка Естела де Вил постаје опседнута кожама паса, посебно далматинцима, све док на крају не постане немилосрдна и застрашујућа легенда позната као Злица.

## Улоге
| Глумац              | Улога                 |
| ------------------- | --------------------- |
| Ема Стоун           | Злица / Естела де Вил |
| Ема Томпсон         | Бароница фон Хелман   |
| Џоел Фрај           | Џаспер Бедан          |
| Пол Волтер Хаусер   | Хорас Бедан           |
| Емили Бичем         | Кетрин де Вил         |
| Кирби Хауел-Баптист | Анита Дарлинг         |
| Марк Стронг         | Џон                   |